# Victor Pálsson
Guðlaugur Victor Pálsson (Reykjavik, 30 april 1991) is een IJslands voetballer die doorgaans als verdedigende middenvelder of centrale verdediger speelt.

## Clubcarrière

### Jeugd
Victor Pálsson, die een Portugese vader en IJslandse moeder heeft, kwam al op jonge leeftijd in de jeugdopleiding van Liverpool FC. Daar speelde hij samen met onder meer Péter Gulácsi, Daniel Agger, Jonjo Shelvey en Conor Coady. Hij werd halverwege het seizoen 2010/11 verhuurd aan Dagenham & Redbridge FC, waar hij zijn debuut in het profvoetbal maakte. 

### Hibernian
In de winter van 2011 trok Pálsson naar Hibernian FC, waar hij in zijn eerste halfjaar kwam tot zestien wedstrijden en één goal. Hij speelde 34 wedstrijden in een jaar tijd en vertrok de volgende winter naar New York Red Bulls, waar hij naar een halfjaar alweer vertrok.

### N.E.C.
In het seizoen 2012/13 kwam Pálsson op huurbasis uit voor N.E.C. dat tevens een optie tot koop bedong.  Verhuurd door New York Red Bulls kende Pálsson een moeizame start. Het kostte hem de nodige moeite en een aantal weifelende invalbeurten voordat hij (door blessures) de kans kreeg in de basis. Deze kans greep Victor Pálsson met beide handen aan, hij werkte zich snel op tot onmisbare schakel en publiekslieveling. In de uitwedstrijd tegen FC Groningen scoorde hij zijn eerste doelpunt in de met 1-2 gewonnen wedstrijd.
In december 2012 liet Pálsson zijn contract bij New York Red Bulls ontbinden, om vervolgens een contract bij N.E.C. te tekenen, dat hem tot medio 2016 aan de club bindt. Na een onbesuisde charge op ploeggenoot Tobias Haitz, op dinsdag 18 maart 2014 tijdens de training, werd hij door trainer Anton Janssen tijdelijk uit de selectie gezet. Op zondag 11 mei 2014 degradeerde hij met NEC naar de Eerste divisie, nadat Sparta Rotterdam in de play-offs over twee wedstrijden te sterk bleek voor de ploeg van coach Anton Janssen. 

### Avonturier
Op 8 augustus 2014 maakte Victor de overstap naar Helsingborgs IF. In 2015 ging Victor voor het Deense Esbjerg fB spelen waarmee hij in 2017 uit de Superligaen degradeerde na playoffs. In juli van dat jaar maakte Victor de overstap naar het Zwitserse FC Zürich. In januari 2019 ging hij naar Darmstadt 98. In mei 2021 vertrok hij naar het naar de 2. Bundesliga gedegradeerde FC Schalke 04. Met Schalke promoveerde hij in 2022 terug naar de Bundesliga. Hij maakte vervolgens de overstap naar de MLS bij DC United. Medio 2023 ging hij in België voor KAS Eupen spelen.

## Clubstatistieken
| Seizoen                     | Club               | Competitie      | Competitie | Competitie | Beker | Beker | Overig | Overig | Totaal | Totaal |
| Seizoen                     | Club               | Competitie      | Wed.       | Dlp.       | Wed.  | Dlp.  | Wed.   | Dlp.   | Wed.   | Dlp.   |
| --------------------------- | ------------------ | --------------- | ---------- | ---------- | ----- | ----- | ------ | ------ | ------ | ------ |
| 2010/11                     | Liverpool          | Premier League  | 0          | 0          | 0     | 0     | 0      | 0      | 0      | 0      |
| 2010/11                     | → Dagenham         | League One      | 2          | 0          | 1     | 0     | 0      | 0      | 3      | 0      |
| 2010/11                     | Hibernian          | Premier League  | 16         | 1          | 0     | 0     | 0      | 0      | 16     | 1      |
| 2011/12                     | Hibernian          | Premier League  | 15         | 0          | 3     | 0     | 0      | 0      | 18     | 0      |
| 2012                        | New York Red Bulls | MLS             | 16         | 0          | 1     | 0     | 0      | 0      | 17     | 0      |
| 2012/13                     | N.E.C.             | Eredivisie      | 27         | 2          | 1     | 0     | 0      | 0      | 28     | 2      |
| 2013/14                     | N.E.C.             | Eredivisie      | 23         | 2          | 2     | 0     | 2      | 0      | 27     | 2      |
| 2014                        | Helsingborgs IF    | Allsvenskan     | 12         | 2          | 4     | 1     | 0      | 0      | 16     | 3      |
| 2015                        | Helsingborgs IF    | Allsvenskan     | 21         | 1          | 1     | 0     | 0      | 0      | 22     | 1      |
| 2015/16                     | Esbjerg fB         | Superligaen     | 5          | 1          | 1     | 0     | 0      | 0      | 6      | 1      |
| 2016/17                     | Esbjerg fB         | Superligaen     | 30         | 2          | 2     | 0     | 3      | 0      | 35     | 2      |
| 2017/18                     | FC Zürich          | Super League    | 33         | 1          | 6     | 1     | 0      | 0      | 39     | 2      |
| 2018/19                     | FC Zürich          | Super League    | 14         | 0          | 1     | 0     | 5      | 1      | 20     | 1      |
| 2018/19                     | SV Darmstadt 98    | 2. Bundesliga   | 15         | 0          | 0     | 0     | 0      | 0      | 15     | 0      |
| 2019/20                     | SV Darmstadt 98    | 2. Bundesliga   | 31         | 3          | 2     | 0     | 0      | 0      | 33     | 3      |
| 2020/21                     | SV Darmstadt 98    | 2. Bundesliga   | 21         | 3          | 2     | 0     | 0      | 0      | 23     | 3      |
| 2021/22                     | FC Schalke 04      | 2. Bundesliga   | 28         | 0          | 2     | 0     | 0      | 0      | 30     | 0      |
| 2022                        | D.C. United        | MLS             | 10         | 0          | 0     | 0     | 0      | 0      | 10     | 0      |
| 2023                        | D.C. United        | MLS             | 18         | 0          | 0     | 0     | 0      | 0      | 18     | 0      |
| 2023/24                     | KAS Eupen          | Eerste klasse A | 30         | 2          | 1     | 0     | 0      | 0      | 31     | 2      |
| Carrière totaal             | Carrière totaal    | Carrière totaal | 367        | 20         | 30    | 2     | 10     | 1      | 407    | 23     |
| Bijgewerkt op 29 maart 2024 |                    |                 |            |            |       |       |        |        |        |        |

## Interlandcarrière
Victor Pálsson speelde voor vertegenwoordigende jeugdselecties en werd in februari 2013 voor het eerst opgeroepen voor het IJslands voetbalelftal. Hij debuteerde op woensdag 4 juni 2014 in de vriendschappelijke thuiswedstrijd tegen Estland (1-0). Hij viel in dat duel na 84 minuten in voor Gylfi Sigurðsson (Tottenham Hotspur FC).

## Persoonlijk
Op 31 maart 2014 maakte Victor in een interview op de IJslandse televisie bekend al jaren met depressies te kampen. Hij haalde zijn moeizame jeugd aan met grotendeels afwezige vader en zijn moeder die met een alcoholverslaving kampt en die zich in Engeland qua luxe meer als spelersvrouw dan als moeder gedroeg. Hij heeft ook aan zelfmoord gedacht. Hij heeft medicatie en krijgt psychotherapie. In Nijmegen vond hij rust, is hij zich bewust van zijn depressies en hoopt hij met zijn verhaal anderen te kunnen helpen.